# 胸中動盪不安
《胸中动荡不安》（日语：胸がドキドキ）为日本的摇滚乐队↑THE HIGH-LOWS↓的第四张单曲。1996年2月21日由KiT发售。第一张8cm单曲。

## 概述
在读卖电视台・日本电视台现在仍在播放中的动画《名侦探柯南》的第一首片头曲。
封面为惩罚黑衣组织的江户川柯南和毛利蘭，而且印有在动画中穿着黑衣组织服装的成员的动画插图，在背面有成员的写真（相当小）。后面的动画在某种程度上，都延续了此曲的歌词和旋律。Cup Ring的《因为你在身旁》（「そばにいるから」）在第12集《歩美誘拐事件》中仅一次作为插曲播放。
虽然对于《名侦探柯南》这个延续10年以上的动画的第一首片头曲、但是在1997年以后，《名侦探柯南》的主題歌移交给Being（到现在，Being以外的柯南片头曲包括此曲和《Feel Your Heart》（VELVET GARDEN）、《TRUTH～A Great Detective of Love～》（TWO-MIX）），而后在发售的《THE BEST OF DETECTIVE CONAN》系列中没有收录此三首歌曲。但是，可以去听1996年发售、收录到第二首片头曲、片尾曲的《名侦探柯南主题歌集》。
其背景曲調和性手槍(Sex Pistols)的歌曲God Save the Queen(1976)背景曲調類似。

## 收录曲
1. 胸がドキドキ (4:12)
（作詞・作曲：甲本ヒロト・真島昌利 / 編曲：THE HIGH-LOWS）
2. そばにいるから (5:25)
（作詞・作曲：甲本ヒロト・真島昌利 / 編曲：THE HIGH-LOWS）
3. 胸がドキドキ（Instrumental） (4:12)
（作曲：甲本ヒロト・真島昌利 / 編曲：THE HIGH-LOWS）

| 动画《名侦探柯南》片头曲 1996年1月8日 - 1996年8月26日 |                                  |                                         |
| 前作: -                                               | ↑THE HIGH-LOWS↓ 《胸がドキドキ》 | 次作: VELVET GARDEN 《Feel Your Heart》 |